# Marcus Williams (basket-ball, 1985)
Pour les articles homonymes, voir Williams et Marcus Williams.
Ne doit pas être confondu avec Marcus Williams (basket-ball, 1986).
Marcus Williams, né le 3 décembre 1985 à Los Angeles (Californie), aux États-Unis, est un joueur américain de basket-ball. Il évolue au poste de meneur.

## Carrière
Williams, alors à l'Unicaja Málaga, est nommé meilleur joueur de la 5e journée du Top 16 de l'Euroligue 2012-2013, ex æquo avec Bojan Bogdanović, avec une évaluation de 27 (28 points à 3 sur 5 à 2 points, 6 sur 12 à 3 points et 4 sur 5 au lancer franc).
Williams rejoint le Lokomotiv Kouban-Krasnodar en août 2013.
En août 2014, Williams rejoint l'Étoile rouge de Belgrade où il signe un contrat d'un an.
En novembre 2014, Williams établit un nouveau record du nombre de passes décisives dans une rencontre d'Euroligue. Lors de la défaite en double prolongation de l'Étoile rouge contre Galatasaray, Williams réalise 17 passes décisives, battant le précédent record de 15 passes détenu par John Linehan. Son record est battu en novembre 2015 par Stefan Jović qui réalise 19 passes décisives.
En décembre 2015, Williams quitte l'Étoile rouge.

## Palmarès
- Champion NCAA 2004